# David Winner
David Winner (ur. 5 grudnia 1956) – angielski pisarz i dziennikarz.
Jest autorem licznych publikacji z zakresu historii piłki nożnej, najważniejsze i najbardziej znane z nich to książki poświęcone odpowiednio angielskiemu i holenderskiemu futbolowi: Those Feet: An Intimate History of English Football (2005) oraz Brilliant Orange; the Neurotic Genius of Dutch Football (2000).